# Dunstanoides nuntius
Espèce
Synonymes
- Ixeuticus nuntius Marples, 1959

Dunstanoides nuntius est une espèce d'araignées aranéomorphes de la famille des Desidae.

## Distribution
Cette espèce est endémique de Nouvelle-Zélande.

## Description
La femelle holotype mesure 3,83 mm.

## Publication originale
- Marples, 1959 : The dictynid spiders of New Zealand. Transactions of the Royal Society of New Zealand, vol. 87, p. 333-361 (texte intégral).